# Erina de Telos
Erina o Erinna (en griego antiguo Ἤριννα) fue una poetisa griega del siglo IV a. C.
Las pocas noticias que se tienen de ella han creado confusión: hay autores que la hacen coetánea y pareja romántica de Safo (siglo VI a. C.); y otros la sitúan, v. gr. Eusebio de Cesarea, en el siglo IV a. C.

## Vida y obra
Hay dudas sobre la ciudad natal de Erina, siendo Telos, generalmente, la aceptada. Se trata de una poetisa que escribió en dialecto dórico cargado de eolicismos. De su obra solo quedan unos fragmentos.
En 1928, se descubrió un papiro del siglo I a. C., conteniendo unos pocos versos de La rueca, un poema que, según la Suda, tendría, originalmente, 300 hexámetros. También aparece citado en la Antología palatina. El poema es un sentido lamento de la autora por la muerte de su amiga, Baucis, acaecida inmediatamente después de casarse esta. Sus versos contienen enternecedores recuerdos de escenas compartidas en la infancia: juegos de balón, trabajos en la rueca de hilar y otras recuerdos transidos de dolor. También aparecen los miedos infantiles, como Mormo, que era un genio de sexo femenino con el que se amenazaba a los niños. En el poema de Erina el esposo de Báucide es el enviado de Mormo, aquel que le arrebata a su amiga. También lamenta no poder ver su cadáver.
Su poesía era intensa y marcada por el profundo dolor personal, siendo tejida con extrema habilidad, razón por la cual fue referida, de modo elogioso, por Asclepíades de Samos, quien prologó su obra con estos sentidos versos:

Este es el trabajo dulcísimo de Erina. En verdad
poco extenso, como resulta propio de una muchacha
de diecinueve años; pero más impactante que muchos.
Si la muerte no le hubiera llegado tan temprano,
¡su nombre a gran altura se hubiese remontado!
Asclepíades de Samos

 Usa la antítesis para mostrar el contraste entre las horas pasadas de felicidad y el dolor ante la separación y la muerte. Escrito en primera persona comparte su miedo a la soledad a la que llevaba a las mujeres el matrimonio ya que las separaba de su hogar y de sus seres queridos.